# Бихач (громада)
Бихач (хорв. і босн. Opština Bihać, серб. Општина Бихаћ) — боснійська громада, розташована в Унсько-Санському кантоні Федерації Боснії і Герцеговини. Адміністративним центром є місто Бихач.